# グレン・スナイダー
グレン・スナイダー（Glenn Herald Snyder、1924年10月8日 - 2013年2月14日）は、アメリカの政治学者。ノースカロライナ大学名誉教授。専門は、国際関係理論、安全保障研究。
ウィスコンシン州スペリオル生まれ。アメリカ陸軍少尉として第二次世界大戦に参加した後、1948年にオレゴン大学を卒業。『ウォール・ストリート・ジャーナル』記者として働いた後、コロンビア大学大学院に進学し、1956年に博士号を取得。ウェズリアン大学、コロンビア大学、プリンストン大学、デンヴァー大学、カリフォルニア大学バークレー校、ニューヨーク州立大学バッファロー校などで教鞭をとった後、1984年からノースカロライナ大学教授となった。

## 著書
- Deterrence and defense: toward a theory of national security, Princeton University Press, 1961.
- Alliance politics, Cornell University Press, 1997.

### 共著
- Strategy, politics, and defense budgets, Warner R. Schilling, Paul Y. Hammond, Glenn H. Snyder, Columbia University, 1962.
- Conflict among nations: bargaining, decision making, and system structure in international crises, Glenn H. Snyder and Paul Diesing, Princeton University Press, 1977.